# Dot pitch
Il dot pitch (talvolta chiamato line pitch, stripe pitch, phosphor pitch, o pixel pitch) è una specifica di un monitor che descrive la distanza tra i punti di fosforo o tra le celle LCD dello stesso colore di pixel adiacenti. Quindi, il dot pitch è una misura della grandezza della terna di punti di colore che compone un pixel, più l'eventuale distanza tra terne adiacenti ed è generalmente misurato in millimetri.
Un dot pitch più piccolo significa normalmente un'immagine più nitida, perché significa che c'è un maggior numero di punti in una data area, ma tele misura può essere alterata dal modo in cui viene rilevata e cambia a secondo della tecnologia dei Sub-pixel
Tradizionalmente, il dot pitch si misura lungo la diagonale del monitor, per avere una stima più realistica possibile. A partire dalla metà degli anni novanta, alcune ditte hanno introdotto un dot pitch orizzontale per vantare numeri più bassi di quelli misurati nel modo tradizionale, col risultato che il cliente poteva rimanere ingannato: anche un monitor economico e di bassa qualità poteva sostenere di avere un basso dot pitch.
La differenza esatta tra un dot pitch orizzontale e uno diagonale cambia a seconda della geometria del monitor. Come linea generale, un tipico monitor economico ha un dot pitch di 0,28 mm (diagonale) e 0,24/0,25 mm (orizzontale).

## Dot Pitch Comuni
| Risoluzione Display | Megapixel | Dimensione Schermo | Pixel pitch | Pixel per pollice |
| ------------------- | --------- | ------------------ | ----------- | ----------------- |
| 1024×768 (XGA)      | 0,78      | 15                 | 0,297 mm    | 85,5              |
| 1280×768 (WXGA)     | 0,98      | 15,4               | 0,262       | 96,9              |
| 1280×800 (WXGA)     | 1,01      | 15,4               | 0,259       | 98,0              |
| 1280×800 (WXGA)     | 1,01      | 17                 | 0,286       | 88,8              |
| 1280×1024 (SXGA)    | 1,31      | 17                 | 0,264       | 96,2              |
| 1280×1024 (SXGA)    | 1,31      | 18,1               | 0,280       | 90,7              |
| 1280×1024 (SXGA)    | 1,31      | 19                 | 0,294       | 86,3              |
| 1440×900 (WXGA+)    | 1,29      | 15,4               | 0,230       | 110,4             |
| 1440×900 (WXGA+)    | 1,29      | 17                 | 0,254       | 100,0             |
| 1440×900 (WXGA+)    | 1,29      | 19                 | 0,285       | 89,1              |
| 1400×1050 (SXGA+)   | 1,51      | 15                 | 0,214       | 118,6             |
| 1400×1050 (SXGA+)   | 1,51      | 20,1               | 0,292       | 87,0              |
| 1680×1050 (WSXGA+)  | 1,76      | 15,4               | 0,197       | 128,9             |
| 1680×1050 (WSXGA+)  | 1,76      | 17                 | 0,218       | 116,5             |
| 1680×1050 (WSXGA+)  | 1,76      | 19                 | 0,244       | 104,0             |
| 1680×1050 (WSXGA+)  | 1,76      | 20,1               | 0,258       | 98,4              |
| 1680×1050 (WSXGA+)  | 1,76      | 21                 | 0,269       | 94,4              |
| 1680×1050 (WSXGA+)  | 1,76      | 22                 | 0,282       | 90,0              |
| 1600×1200 (UXGA)    | 1,92      | 15                 | 0,191       | 132,9             |
| 1600×1200 (UXGA)    | 1,92      | 20,1               | 0,255       | 99,6              |
| 1600×1200 (UXGA)    | 1,92      | 21,3               | 0,270       | 94,0              |
| 1920×1200 (WUXGA)   | 2,30      | 15,4               | 0,173       | 146,8             |
| 1920×1200 (WUXGA)   | 2,30      | 17                 | 0,191       | 132,9             |
| 1920×1200 (WUXGA)   | 2,30      | 23                 | 0,258       | 98,4              |
| 1920×1200 (WUXGA)   | 2,30      | 24                 | 0,270       | 94,0              |
| 1920×1200 (WUXGA)   | 2,30      | 25,5               | 0,287       | 88,5              |
| 1920×1200 (WUXGA)   | 2,30      | 27                 | 0,303       | 83,8              |
| 2560×1440 (WQXGA)   | 3,68      | 27                 | 0,233       | 108,8             |
| 2560×1600 (WQXGA)   | 4,09      | 30                 | 0,250       | 101,6             |
| 3840×2400 (WQUXGA)  | 9,21      | 22,2               | 0,125       | 203,2             |

Bolded screen sizes indicate primarily laptop use.